# مارك باين
مارك باين (بالإنجليزية: Mark Payne)‏ (3 أغسطس 1960 بشلتنهام في المملكة المتحدة - ) هو لاعب كرة قدم بريطاني في مركز الوسط. لعب مع ستوكبورت كونتي ونادي روتشديل ونادي كامبور ونادي تشورلي ونادي تشيلتنهام تاون لكرة القدم ونادي لدبري تاون.